# 大兴屯泡子
大兴屯泡子是一个位于中国内蒙古自治区的盐湖，面积约为1.24平方千米，属于蒙新高原区。它的一级流域为内流区诸河，二级流域为内蒙古内流区。